# غيلبرت شيلدون (قسيس)
غيلبرت شيلدون (بالإنجليزية: Gilbert Sheldon)‏ (و. 1598 – 1677 م) هو قسيس بريطاني، ولد في ستافوردشاير، كان عضوًا في الجمعية الملكية، توفي في قصر لامبث، عن عمر يناهز 79 عاماً.

## مناصب
تولى منصب رئيس أساقفة كانتربيري (16 يونيو 1663–9 نوفمبر 1677)
- Bishop of London [الإنجليزية]‏ (1660–1663)

.

## التعليم
تعلم في كلية الثالوث الأقدس
.